# Gewone dotterbloem
De gewone dotterbloem (Caltha palustris subsp. palustris) is een vaste plant uit de ranonkelfamilie (Ranunculaceae).

## Etymologie
De plant ontleent zijn naam aan het Duitse 'Dotter' en het etymologisch verwante Middelnederlandse 'doder' (dodre) dat 'dooier' betekent, daarmee verwijzend naar haar gele kleur.

## Determinatie
De gewone dotterbloem onderscheidt zich van de zeldzaam voorkomende spindotterbloem (Caltha palustris subsp. radicans) door de holle, niet verdikte knopen van de bloemstengels en het ontbreken van een elleboogvormige knik.
De plant behoudt zijn bladeren. De bladeren zijn rond tot bijna niervormig. De plant wordt 30–45 cm hoog.
De favoriete standplaats is langs randen van sloten, beken, in vochtige weilanden, brongebieden en andere zompige plaatsen. Op deze plaatsen komt de plant zowel in de volle zon als in de halfschaduw voor.
De bloeiperiode loopt van maart tot april en soms nog van augustus tot september. De ongeveer 4 cm grote bloemen tellen vijf tot acht gele kelkbladen, geen kroonbladen en talloze meeldraden.Licht glanzende bladen. De onderste bladeren zijn lang gesteeld. De bloemstengels zijn hol en glad.

## Ecologie
Vee vermijdt de licht giftige plant. Hooi met een geringe hoeveelheid dotterbloemen kan voor vee geen kwaad, maar grote hoeveelheden leiden tot spijsverteringsstoringen.
De bloemen worden bezocht door zowel vliegen, kevers als bijen. Wanneer de insecten over de meeldraden kruipen, overdekt het stuifmeel hen, waardoor zij andere bloemen kunnen bestuiven. De plant komt niet voor in brakwater.

### Syntaxonomie
De gewone dotterbloem is een kentaxon voor het dotterbloem-verbond (Calthion palustris), een verbond van plantengemeenschappen van bloemrijke, drassige graslanden op mineraalrijke bodems.
Ook is ze een indicatorsoort voor het dotterbloemgrasland, een karteringseenheid in de Biologische Waarderingskaart (BWK) van Vlaanderen en het Brussels Hoofdstedelijk Gewest met als code 'hc'.

## Verspreiding
De plant heeft een voortdurend vochtige bodem nodig voor de ontwikkeling van de knollen.
Varieert de vochtigheidsgraad, dan blijven de knollen klein. Rijpe zaden blijven drijven, waardoor de plant zich gemakkelijk langs de oevers van beken en sloten verspreidt.
Het verspreidingsgebied beslaat grote delen van Europa, de gematigde delen van Azië en Noord-Amerika.
In Nederland is de plant vanaf 1 januari 2016 niet meer wettelijk beschermd.

## Gebruik
De plant bevat onder meer choline, flavonoïde, protoanemonine en saponine. De bloemknoppen worden vooral in Duitsland in azijn wel ter vervanging van kappertjes gebruikt. De bloemen houden zich prima in de vaas. 
Wanneer de plant als sierplant in de tuin gebruikt wordt, kan al binnenshuis gezaaid worden.

## Afbeeldingen
|  |  |  |  |